# Jean-Louis Bourlanges
Jean-Louis Bourlanges este un om politic francez, membru al Parlamentului European în perioada 1999-2004 din partea Franței. 
1. 1 2  Elections législatives des 12 et 19 juin 2022 - Liste des candidats du 1er tour (în franceză), accesat în 9 iulie 2024
2. 1 2  Who's Who in France
3. ↑  Autoritatea BnF, accesat în 10 octombrie 2015
4. ↑  Czech National Authority Database, accesat în 1 martie 2022
5. ↑  Deputații în Parlamentul European